# リーディングスキルテスト
リーディングスキルテスト（略称: RST）とは、教科書や辞書、新聞のような「知識や情報を伝達する目的で書かれた文書」を読み解く能力を測定・診断するテストである。係り受け解析、照応解決、同義文判定、推論、イメージ同定、具体例同定の6分野で能力を推定し、学習アドバイスをフィードバックする。2018年8月から読解力を診断するテストとして教育のための科学研究所が提供している。

## 概要
リーディングスキルテストはComputer Adaptive Test（CAT）であり、Webブラウザ上で提供される。テストの所用時間は約35分で、受検対象は小学5年生以上である。各問題は、150字程度の提示文、指示文、選択肢から構成され、一画面に一問ずつ表示される。提示文は、教科書、新聞、事典、辞書、行政文書など、「知識や情報を伝達するために書かれた説明文」から採用され、正確に読めるかどうかを多角的に診断する。リーディングスキルで問う読解力を、開発者の新井紀子は「シン読解力」と名づけている。
リーディングスキルテストは、項目応答理論に基づき設計されている。視力検査と似た仕組みで、受検者が正解すると次はより難しい問題が、誤答すると次はより易しい問題が出題される。制限時間内に解いた問題のパラメータ（難易度・識別力）とその正誤から受検者の能力値を推定する。合計点や正答数（正答率）ではなく、項目応答理論の能力値によって受検者の能力を測る点が特徴的である。
テストは6つの分野で構成される。各分野で能力値が推定され、受検者は受検後すぐにフィードバックを受けられる。受検をさせた機関は、受検者の受検結果と学習アドバイスを個票PDFで、全受検者の受検結果をCSV形式でダウンロードできる。
原則、機関単位で受検を申し込む。ただし、代々木ゼミナールが個人受検の機会を提供している。

## テストの構成
「知識や情報を伝達するために書かれた説明文を読み解くスキル」を6分野に分類してテストが設計されている。
1. 係り受け解析（略称：DEP (Dependency Analysis)）
  - 文の基本構造（主語・述語・目的語など）を把握する力
2. 照応解析　（略称：ANA (Anaphora Resolution)）
  - 指示代名詞が指すものや、省略された主語や目的語を把握する力
3. 同義文判定　（略称：PARA (Paraphrasing)）
  - 2文の意味が同一であるかどうかを正しく判定する力
4. 推論　（略称：INF (Logical Inference)）
  - 小学校6年生までに学校で習う基本的知識と日常生活から得られる常識を動員して文の意味を理解する力
5. イメージ同定　（略称：REP (Representation)）
  - 文章と非テキスト情報（図やグラフ等）と比べて、内容が一致しているかどうかを認識する能力
6. 具体例同定　（略称：INST (Instantiation)）
  - 辞書 -  辞書的な定義を用いて新しい語彙とその用法を獲得できる能力
  - 理数 -  理数的な定義を理解して、その用法を獲得できる能力

## 学力との関係
RSTの能力値と学力には0.4～0.8程度の正の相関がみられる。中学3年生では、文部科学省が実施した2019年の全国学力・学習状況調査の各教科（国語A、国語B、数学A、数学B、理科）の成績とRSTの全6分野との間に0.4～0.7の正の相関があることが示された。また、戸田市の調査によれば、小学6年生から中学3年生まですべての学年で、埼玉県学力・学習状況調査のすべての教科の成績とRSTの全6分野との間に0.4～0.7の正の相関があることが示された。特に、RSTの6分野の平均能力値と埼玉県学調の算数・数学や国語の成績との間には、すべての学年で0.7以上の強い正の相関がみられた。RSTは教科知識やスキルを問わない問題設計になっていることや、英語の成績とも強い正の相関があることから、成績が良いからRSTの能力値が高いのではなく、RSTの能力値が高いと成績が高まりやすいと考えられる。

## 開発の経緯
人工知能の進化と限界を目の当たりにした、東ロボくんの開発リーダーだった新井紀子が、「AIを賢くしている場合じゃない。AIがホワイトカラーの仕事の半分を代替する前に、子どもたちのほうを賢くしなくては」と決意し、テスト理論研究者の尾崎幸謙や登藤直弥らと開発した。